# Hertopy
Hertopy  (ucraniano: Гертопи) es una localidad del Raión de Kotovsk en el Óblast de Odesa de Ucrania. Según el censo de 2001, tiene una población de 85 habitantes.